# Lucien Camus
Pour les articles homonymes, voir Camus.
Lucien Camus, né le 8 juillet 1876 à Gurgy-le-Château et mort le 12 avril 1947 à Étampes, est un homme politique français Il est membre du Parti radical-socialiste puis du Parti radical-socialiste Camille Pelletan. Il est élu député de Seine-et-Oise sous cette dernière étiquette en 1936.

## Biographie
Médecin, tout d'abord établi à Gerbéviller, il devient maire de cette commune et conseiller général en 1912, deux mandats qu'il occupe jusqu'en 1919, il est le témoin de la destruction de sa ville lors de la Bataille de la trouée de Charmes en août 1914 par les Allemands. Il s'installe par la suite en région parisienne, à Étampes, ville dont il devient maire en 1929, mandat qu'il conserve jusqu'à la chute de la IIIe République en 1940. En  1935, il quitte le Parti radical et rejoint le Parti radical-socialiste Camille-Pelletan fondé par le leader radical de Seine-et-Oise, Gabriel Cudenet. En 1936, il est élu comme candidat de Front populaire contre un autre ancien radical, Pierre Cathala, député sortant et fondateur du Parti radical indépendant. Son rôle à la Chambre des députés sera modeste. En 1940, il ne prend pas part au vote des pleins pouvoirs au Maréchal Pétain.

## Mandats électoraux
- Député Gauche indépendante de Seine-et-Oise de 1936 à 1942.

## Sources
- Ressource relative à la vie publique :   - Base Sycomore
- Notices d'autorité :   - VIAF
  - ISNI
  - IdRef
  - GND
- « Lucien Camus », dans le Dictionnaire des parlementaires français (1889-1940), sous la direction de Jean Jolly, PUF, 1960 [détail de l’édition]